# Javier Perianes
Javier Perianes Granero (Nerva, province de Huelva, Espagne, 23 septembre 1978) est un pianiste espagnol.

## Biographie
Javier Perianes commence ses études au conservatoire avec des professeurs comme Julia Fer, Lucio Muñoz et María Ramblado. Plus tard, il poursuit ses études supérieures avec la pianiste Ana Guijarro (es) au Conservatoire de Séville, où il décroche le prix d'Honneur en fin de cycle. Il se perfectionne avec Josep Colom et il reçoit les précieux conseils de maîtres comme Richard Goode, Alicia de Larrocha et Daniel Barenboim.
Il participe à de nombreux festivals internationaux espagnols (Santander, Grenade, Perelada, Saint-Sébastien, etc.), ainsi qu'au prestigieux cycle scherzo des jeunes pianistes du XXIe siècle, salle Rachmaninov au conservatoire Tchaïkovski de Moscou, au Conservatoire de Shanghai, au Weill Recital Hall à Carnegie Hall de New York, au festival de piano de La Roque-d'Anthéron, ainsi que Les folles journées de Nantes et Bilbao et plus récemment, il s'est produit au Festival de Ravinia et Gilmore aux États-Unis et a fait sa première apparition au Konzerthaus de Berlin.
Il a récemment fait son début sous la direction de Daniel Barenboim avec le « Concerto Empereur » de Beethoven, ainsi qu'avec l'Orchestre philharmonique de Varsovie et le chef d'orchestre Antoni Witt.
Il a participé à Chicago au projet « Barenboim on Beethoven » pour l'enregistrement télévisuel et DVD de quelques classes de maître de Daniel Barenboim.
Il a collaboré avec la plupart des orchestres espagnols et de nombreuses formations internationales de prestige avec des chefs d'orchestre tels Zubin Mehta, López Cobos, Rasilainen, Gómez Martínez, McCreesh, Petrenko, Pons, Decker, Pérez, Pehlivanian, Kalmar, Leaper, Kohler, Rahbari, Pešek, Ceccato, entre autres.

## Prix
- Prix “Œil critique “ de la RNE (2005)
- Prix national de musique (2012)
- Médaille de l'Andalousie (2015)
- Premier prix et Médaille d'Or du XLII Concours International de piano “prix Jaén”
- Premier prix du VIII Concours International de Piano de la fondation Jacinto et Innocent Guerrero
- Troisième prix et médaille de Bronze du XIV Concours International Vianna da Motta à Lisbonne (Portugal).

## Hommage
Le Conservatoire de musique de la ville de Huelva porte son nom.

## Discographie
- Olallo Morales, Œuvres pour piano (2003, « Documentos sonoros del patrimonio musical de Andalucía » Almaviva) (OCLC 61923531)
- Récital en concert, dans la Cour des Arrayanes au Festival International de musique de Grenade 2005 (Disque Exceptionnel Scherzo, octobre 2006).
- Mompou, Música callada, Trois variations (30 juin/1er juillet 2006, Harmonia Mundi) (OCLC 100401847)
- Beethoven, Barenboim Masterclass: United by Beethoven (2006, DVD Vidéo EMI) (OCLC 803772520)
- Schubert, Impromptus (26-28 juin 2007, Harmonia Mundi) (OCLC 226395559)
- Schubert, Sonates D.664 et D.960 (Harmonia Mundi)
- Nebra, Sonates (2009, Harmonia Mundi)[1] (OCLC 874470800).
- Falla, Nuits dans les jardins d'Espagne - BBC Symphony Orchestra, dir. Josep Pons (14 janvier 2011, Harmonia Mundi) (OCLC 761391305)
- Beethoven, Sonates pour piano, opus 26, 31, 54 et 90 (2012, Harmonia Mundi) (OCLC 839891321)
- ...Les sons et les parfums : œuvres de Chopin et Debussy (novembre 2012, Harmonia Mundi HMC 902164) (OCLC 861760549)
- Mendelssohn, Romances sans paroles ; Andante con variazioni, op. 82 ; Rondo capriccioso, op. 14 ; Präludium und Fugue, op. 35 n° 1 ; Variations sérieuses (2014, Harmonia Mundi HMC902195)
- Grieg; Concerto piano, Pièces lyriques. BBC symphony Orchstra ;Sakari Oramo, Harmonia Mundi [2]
- Granados, Quintette avec piano, op. 49 ; Turina, Quintette avec piano, op. 1 - Cuarteto Quiroga : Aitor Hevia et Cibrán Sierra, violons ; Josep Puchades, alto ; Helena Poggio, violoncelle (février/mars 2015, Harmonia Mundi HMC 902226) (OCLC 927112374)